# 121 (број)
121 је број, нумерал и име глифа који представља тај број. 121 је природан број који се јавља после броја 120, а претходи броју 122.

## У математици
- Је квадрат броја 11
- Је сложен број, факторише се на просте чиниоце као 112 = 121
- Је збир три узастопна проста броја: 37+41+43 = 121

## У науци
- Је атомски број неоткривеног хемијског елемента унбинијума

## Остало
- Је број за хитне случајеве у Египту

## Виdети још
- 121
- 121. п. н. е.
- Викерс-Вибо 121